# Aedes opok
Aedes opok är en tvåvingeart som beskrevs av Corbet och Someren 1962. Aedes opok ingår i släktet Aedes och familjen stickmyggor.
Artens utbredningsområde är Uganda. Inga underarter finns listade i Catalogue of Life.